# Josep Piferrer i Puig
Josep Piferrer Puig (Palafrugell, 1958) va ser alcalde de Palafrugell del 2017 al 2022. Va entrar com a regidor a l'any 2015 per Esquerra Republicana de Catalunya i, dos anys després, va liderar una moció de censura contra el socialista Juli Fernández. El 2019 va ser escollit novament alcalde amb els vots favorables d'Esquerra, Som Gent del Poble i Junts per Catalunya. Fruit del pacte, que incloïa un repartiment d'alcaldia, el maig de 2022 Joan Vigas va rellevar-lo en el càrrec i Piferrer va passar a ser tinent d'alcalde. Va abandonar la política institucional després de les eleccions municipals de 2023, en què Mònica Alcalà el va substituir com a candidat d'Esquerra Republicana de Palafrugell.
Està casat i té dos fills. En l'àmbit professional, va exercir de mestre en diferents escoles del municipi. Va formar part de l'equip de formadors tant de l'ICE de la Universitat de Girona com del Departament d'Ensenyament. Com a director de l'Escola Torres i Jonama, va ser integrant de diferents òrgans representatius com la Junta Central de directors. Especialista en Educació Física i Esports, fou membre de la primera junta rectora del Patronat d'Esports de l'Ajuntament de Palafrugell, i va participar, des del seu naixement a finals de la dècada del 1980, en l'organització dels Jocs Escolars Locals. També va col·laborar amb el Club Handbol Garbí.
Dins l'àmbit associatiu de Palafrugell, va entrar en el consell de redacció que va donar llum a la Revista de Palafrugell en la seva segona etapa, primer com a fotògraf i més tard com a cronista. Excarrosaire, col·laborà durant molts anys amb el Grup de Festes de Primavera en la seva secció Quitxalla. Veterà militant d'ERC de Palafrugell, s'integra l'any 2006 al grup refundacional de la secció local. Va ser-ne el secretari d'organització fins al 2020.